# Guerra civil rusa en Crimea
La guerra civil rusa en Crimea fue un período histórico de gran inestabilidad política y militar, que se inició tras la Revolución de octubre de 1917. Los tártaros de Crimea proclamaron su independencia del Imperio ruso, aunque en los años sucesivos y mientras duró la Guerra Civil el control político y militar del territorio cambió de manos en diversas ocasiones, sucediéndose gobiernos y administraciones de distinta índole y denominación, todos ellos efímeros. Durante los años finales del conflicto Crimea se convirtió en el último bastión del Ejército Blanco, hasta que en noviembre de 1920 cayó definitivamente en manos de los bolcheviques, que instauraron la República Autónoma Socialista Soviética de Crimea.

## Cronología

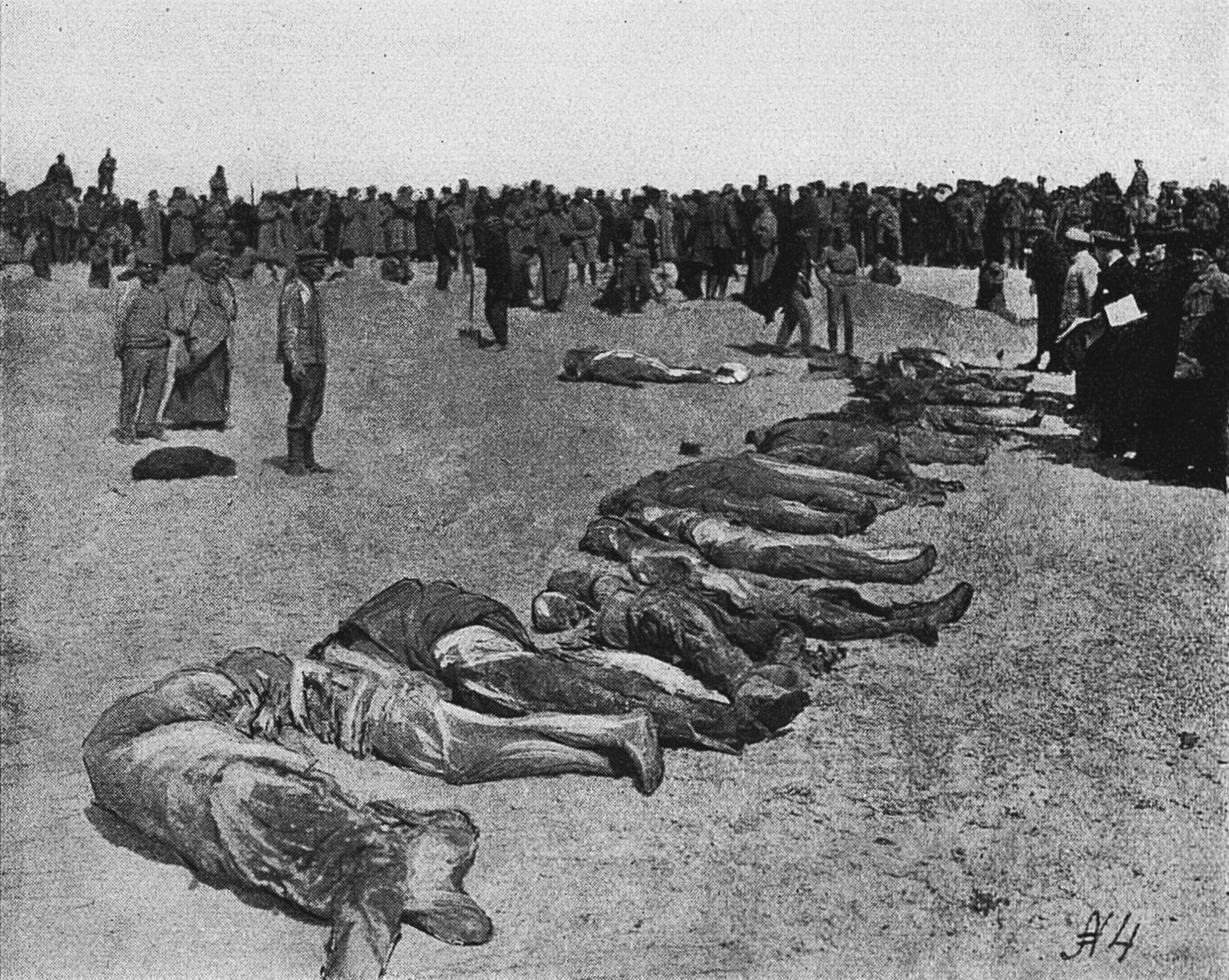
Víctimas del Terror Rojo en las playas de Eupatoria, Crimea, en 1918.

### República Popular de Crimea
La Revolución rusa de 1917 causó la desintegración del Imperio ruso, dando origen al nacimiento de múltiples estados. Entre estos, la República Popular de Crimea, proclamada por el Kurultái —asamblea de los tártaros de Crimea— el 13 de diciembre de 1917 en la hasta entonces Gobernatura de Táurida, cuyo territorio comprendía, además de la península de Crimea, la parte continental entre el río Dniéper y las costas del mar Negro y el mar de Azov.
El Kurultái convocó una asamblea constituyente, abierta a todos los ciudadanos de Crimea, estableció un consejo de gobierno provisional y erigió un Consejo Nacional de Representantes como parlamento provisional. Noman Çelebicihan fue designado presidente de la nueva república.
Sin embargo, la república impulsada por los tártaros de Crimea tuvo una vida efímera. El 17 de diciembre de 1917 se inició una rebelión bolchevique, quienes se hicieron con el control de Sebastopol, sede de la Flota del Mar Negro. La lucha armada se sucedió en las siguientes semanas. El 14 de enero de 1918 los bolcheviques capturaron Simferópol, donde arrestaron a Çelebicihan, que fue ejecutado poco después. A finales de enero de 1918 los bolcheviques controlaron toda la península de Crimea. El Kurultái y el Consejo Nacional de Representantes fueron disueltos y gran parte de la población fue reprimida por motivos étnicos o de clase.

### República Socialista Soviética de Táurida
Tras quedar bajo control bolchevique, el 19 de marzo de 1918 se proclamó la República Soviética Socialista de Táurida, en el mismo territorio y con capital en Simferópol.
Sin embargo, como su predecesora, esta república tuvo una breve existencia. Con la ayuda militar del Imperio alemán, Táurida fue invadida rápidamente por la vecina República Popular de Ucrania. Apenas un mes después de su instauración, la mayor parte de los miembros del Consejo de Comisarios del Pueblo habían sido capturados y ejecutados, incluyendo su líder, Antón Słucki. El 30 de abril de 1918 la República Soviética Socialista de Táurida fue abolida.

### Gobierno Regional de Crimea

Bandera del Gobierno Regional de Crimea al mando del general Sulkiewicz

#### Mandato del General Sulkiewicz
Tras la invasión, el 25 de junio de 1918 se proclamó el denominado Gobierno Regional de Crimea, una administración autónoma pero bajo control alemán. Al frente se encontraba el general Maciej Sulkiewicz, tártaro de origen lituano, quien copaba los cargos de primer ministro, ministro de interior y ministro de defensa. Su gobierno fue especialmente sensible con los intereses nacionalistas de los tártaros de Crimea. Se restableció el Kurultái y se facilitó la repatriación de los tártaros exiliados y expulsados.
El gobierno de Sulkiewicz controlaba únicamente la península de Crimea, ya que el norte continental de la histórica región de Táurida quedó bajo la administración del Estado ucraniano conocido como Hetmanato. De hecho, Sulkiewicz tuvo que hacer frente a los deseos anexionistas de la Ucrania de Pavló Skoropadski y en julio de 1918 una delegación de su gobierno viajó a Berlín para negociar una mayor autonomía. En septiembre Alemania reconoció la integridad del Estado de Crimea.
Con la caída de los Imperios Centrales, las tropas alemanas se retiraron de Crimea en noviembre de 1918, permitiendo la entrada de las fuerzas franco-británicas. Sulkiewicz solicitó ayuda militar a Antón Denikin, comandante de las Fuerzas Armadas del Sur de Rusia, para mantener el control de la región. Tras no ser atendidas sus peticiones, renunció al poder el 25 de noviembre de 1918. 

#### Mandato de Solomón Krym
Sulkiewicz fue sucedido por un gobierno de rusos liberales, encabezado por su exministro de finanzas, Solomón Krym, un caraíta crimeano que había sido diputado kadete en la primera Duma Imperial. El nuevo gobierno antibolchevique y prorruso dejó de lado las aspiraciones soberanistas del gobierno de Sulkiewicz, provocando protestas masivas de los tártaros nacionalistas. Krym solicitó tropas a Denikin, que envió un contingente de 4500 soldados, e intentó sin éxito recuperar la parte continental de la antigua Táurida, en manos ucranianas.
El gobierno de Krym comenzó a desmoronarse a principios de 1919, debido a las tensiones con el Ejército de Voluntarios del Movimiento Blanco. Este hecho, unido a la retirada de las tropas francesas en abril de 1919 y al rechazo a los kadetes entre la población tártara hicieron que los soviéticos tomasen la península con facilidad.

### República Soviética Socialista de Crimea
En abril de 1919 el Ejército Rojo invadió nuevamente Crimea. El 28 y 29 de abril tuvo lugar en Simferópol un congreso regional Partido Comunista, que proclamó la República Soviética Socialista de Crimea como parte de la RSFS de Rusia. El 5 de mayo de 1919 se estableció un nuevo gobierno, un comité revolucionario presidido por el hermano de Lenin, Dmitri Ilich Ulyánov, donde también estaban Pável Dybenko como comisario de la Marina y la Armada y Aleksandra Kolontái como comisaria de Propaganda y Agitación. Las primeras medidas del nuevo gobierno fueron la creación del Ejército Rojo de Crimea, la nacionalización de las industrias y la confiscación de las tierras de los kuláks —pequeños terratenientes— y de la iglesia.
Como ya había sucedido con la RSS de Táurida, este nuevo intento de implantar una república soviética en Crimea fracasó al poco tiempo. El 18 de junio el Ejército de Voluntarios del Movimiento Blanco comandado por Yákov Slashchov entró en Koktebel, provocando la huida de las autoridades soviéticas crimeanas. A finales de junio de 1919 el Movimiento Blanco se hizo con el control de toda la península.

### Crimea en el Sur de Rusia
En los meses siguientes la península de Crimea quedó bajo la administración de los sucesivos gobiernos militares impuestos por las Fuerzas Armadas del Sur de Rusia (FASR) en los territorios que tenían bajo su control, genéricamente conocidos como Sur de Rusia (en ruso Юг Росси́и). Se intentó establecer una administración civil en la región, con poder legislativo y ejecutivo propio, llegando a imprimir su propia moneda, el Rublo de las FASR.

#### Gobiernos del General Denikin
Hasta finales de 1919 funcionó la denominada Comandancia General de las Fuerzas Armadas del Sur de Rusia, bajo el liderato de Antón Denikin, comandante en jefe de las FASR. Su Consejo, que se reunía en Rostov y tenía carácter consultivo, estaba presidido por el General Aleksandr Lukomsky. Contaba entre sus miembros con Nikolái Astrov, exalcalde de Moscú y Sergéi Sazónov, ex Ministro de Relaciones Exteriores del Imperio Ruso.  El 30 de diciembre de 1919 Denikin suprimió la Comandancia General y la reemplazó por el Gobierno del Comandante en Jefe de la Fuerzas Armadas del Sur de Rusia, con Lukomsky al frente. 
En marzo de 1920 la anterior administración su substituida por el Gobierno de Rusia del Sur, cuyo centro administrativo se situó en Novorossiysk. Este nuevo gobierno supuso un importante cambio de estrategia por parte de Denikin. En un intento de democratizar su administración, rebajó su cuota de poder y dio mayor protagonismo en el gabinete a cosacos y ciudadanos locales, en detrimento de los políticos de Petrogrado y Moscú. Mélnikov, un cosaco del Don socialista, fue nombrado primer ministro, mientras que Nikolái Chaikovski figuraba como ministro sin cartera.
En el campo militar, sucesivas derrotas durante marzo de 1920 obligaron a las tropas de Denikin a retirarse del Don y del Kubán y replegarse hacia Crimea. La huida resultó caótica, especialmente en la evacuación de Novorossiysk, principal bastión de los antibolcheviques, provocando más de 20.000 bajas entre los «blancos». Este descalabro forzó a Dénikin a ceder el mando de las tropas al barón Piotr Wrangel. El Gobierno de Rusia del Sur se disolvió el 30 de marzo de 1920 en Teodosia.

#### Gobierno del General Wrangel

Asalto final a Crimea por el Ejército Rojo en la Operación Perekop-Chongar

El general Wrangel estableció un nuevo gobierno para los territorios todavía controlados por el Movimiento Blanco, que habían quedado reducidos a la península de Crimea y una parte continental, entre el Río Dniéper, el Mar Negro y el Mar de Azov, un territorio similar al de la antigua provincia rusa de Táurida. Esta administración, con sede en Sebastopol, tomó oficialmente el nombre de Gobierno del Sur de Rusia el 5 de abril de 1920, siendo reconocida por Francia como gobierno de facto de Rusia.
Wrangel, como comandante jefe (pravítel), formó un gobierno civil, con Aleksandr Krivoshéin como presidente del Consejo de Ministros y Piotr Struve como ministro de asuntos exteriores. A diferencia de su predecesor, Wrangel dio mayor relevancia a la política y, en un intentó de ganarse el apoyo de la población crimea, impulsó varias reformas agrarias en favor de los campesinos, destacando la Ley de Tierras aprobada por el gobierno el 25 de mayo de 1920. También se impulsaron leyes en favor de los derechos de los obreros. 
Militarmente, Wrangel logró recomponer las tropas de Denikin y hacerse fuerte en la península de Crimea, pero sus intentos de avanzar hacia el norte fracasaron, a pesar de éxitos puntuales. En octubre de 1920 el Ejército Rojo, en alianza con el Ejército Negro, desató una ofensiva que aplastó a las fuerzas de Wrangel al norte continental de la península, forzando al Ejército Blanco a atrincherarse en la Crimea. Finalmente, el 11 de noviembre los soviéticos lograron quebrar las defensas del istmo de Perekop y penetrar en Crimea. Paralelamente, entre el 13 y el 16 de noviembre, Wrangel y 146.000 seguidores se exiliaron a bordo de 126 barcos rusos, británicos y franceses, que partieron de distintos puertos crimeos —Sebastopol, Kerch, Eupatoria, Teodosia y Yalta— rumbo a Constantinopla.

### República Autónoma Socialista Soviética de Crimea
En los meses siguientes a la retirada «blanca» Crimea quedó bajo el gobierno de un Comité Revolucionario. Al frente se situó Béla Kun, artífice de la alianza entre las tropas majnovistas y bolcheviques. Kun ordenó la ejecución masiva de los soldados enemigos que se quedaron Crimea, traicionando su promesa de amnistía a cambio de la rendición.
En febrero de 1921 Kun fue reemplazado en el cargo por Mijaíl Poliakov, hasta que el 18 de octubre de 1921 se constituyó la República Autónoma Socialista Soviética de Crimea, como parte de la República Socialista Federativa Soviética de Rusia, que en 1922 quedó integrada en la Unión Soviética.